# Berlin (hrabstwo Marathon)
Berlin – miasto w Stanach Zjednoczonych, w stanie Wisconsin, w hrabstwie Marathon.